# 托拉耶
托拉耶（法語：Thorailles，法語發音：[tɔʁaj]）是法国卢瓦雷省的一个市镇，位于该省东北部，属于蒙塔日区。

## 地理
托拉耶（48°1'24"N, 2°53'53"E）面积3.45 平方千米，位于法国中央-卢瓦尔河谷大区卢瓦雷省，该省份为法国中北部省份，北起埃松省，西北接厄尔-卢瓦省，西南接卢瓦-谢尔省，南至涅夫勒省和谢尔省，东临约讷省，东北接塞纳-马恩省。
与托拉耶接壤的市镇（或旧市镇、城区）包括：卢祖埃、库尔特莫、埃尔穆瓦地区拉塞尔。

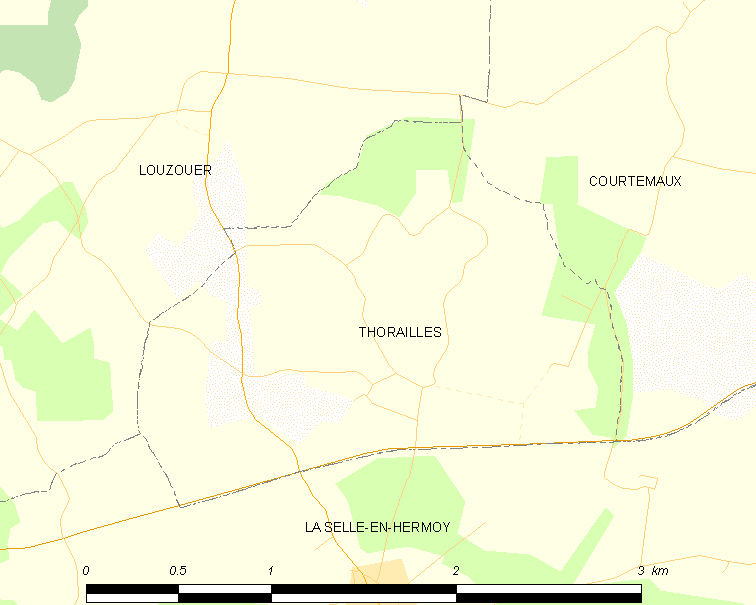
托拉耶的OSM定位图

托拉耶的时区为UTC+01:00、UTC+02:00（夏令时）。

## 行政
托拉耶的邮政编码为45210，INSEE市镇编码为45322。

## 政治
托拉耶所属的省级选区为库特奈县。

## 人口

1962-2008年间托拉耶人口变化图示

托拉耶于2022年1月1日时的人口数量为197人。